# Worms Head
Worms Head (walesiska: Ynys Weryn) är en ö i Storbritannien.   Den ligger i kommunen Swansea och riksdelen Wales, i den södra delen av landet, 290 km väster om huvudstaden London. Arean är 0,36 kvadratkilometer.
Terrängen på Worms Head är mycket platt. Öns högsta punkt är 33 meter över havet. Den sträcker sig 0,6 kilometer i nord-sydlig riktning, och 1,4 kilometer i öst-västlig riktning.  Trakten runt Worms Head består i huvudsak av gräsmarker.